# 牛維曜
牛维曜（？—？），字薇垣，號丹浦，陕西西安府商州人，明朝政治人物。

## 生平
万历三十一年（1603年）癸卯科陕西乡试舉人，萬曆三十二年（1604年），聯登甲辰科进士，都察院觀政，本年選山西太谷知县，三十四年任山西同考官，三十五年调繁泰兴县，三十七年任南直隶同考官，三十九年考察，降边外杂職，丁憂，四十一年添注杞县典史，四十二年升永平府推官，四十四年升南户部主事，养病，泰昌元年除南刑部主事，本年升山东僉事，遼東監軍。天启元年明軍兵败，沈阳失陷，牛维曜、高出、胡嘉棟、康应乾等几路監軍渡海逃回登州，以弃地狼奔，争船鼠窜，被逮捕押解至京城治罪。天启三年七月刑部出具结案爰书：牛维曜監軍清河，督战著伤，亦为失事，而所監各将犹或捣巢復官，或建功海上，皆维曜发纵指示，亦可以功赎罪者也，应以一杖示警。